# سنتز آلدهید بووالت
سنتز آلدهید بووالت که همچنین با عنوان واکنش بووالت نیز شناخته می‌شود، یک واکنش تک‌ظرف جانشینی است که طی آن با استفاده از یک فرمامید، یک گروه آلکیل یا آریل هالید با یک گروه فرمیل جایگزین می‌شود. چنانچه از آلکیلهای هالید نوع اول به عنوان ماده اولیه استفاده شود، محصول یک آلدهید همولوگ خواهد بود که تنها یک کربن اضافه‌تر دارد. سنتز آلدهید با کمک واکنش بووالت نمونه‌ای از یک واکنش فرمولاسیون است که نام آن به افتخار شیمی‌دان فرانسوی لوئیس بوو و انتخاب شده‌است.

## مکانیسم واکنش
اولین مرحله در سنتز آلدهید بووالت تشکیل یک معرف گرینیارد است. در مرحله بعد، با افزوده شدن یک فرمامید دواستخلافی، یک همی‌آمینال تشکیل می‌شود. همی‌آمینال تولیدی به راحتی می‌تواند با کمک فرایند هیدرولیز، به آلدهید مورد نظر تبدیل شود.